# Зольнхофенский известняк
Зо́льнхофенский известня́к — природный камень, твёрдый известняк, добываемый в местечке Зольнхофен из региона Альтмюльталь, Средняя Франкония, Свободное государство Бавария, Германия (ФРГ). 
В промышленности и торговле также называется мрамором. Отделочный строительный материал, используемый зачастую в эксклюзивных проектах. Находит применение в литографии (Литографский камень). Ранее, в литературе, населённый пункт и местность имели название Золенгофен (Solenhofen).

## Месторождения и происхождение

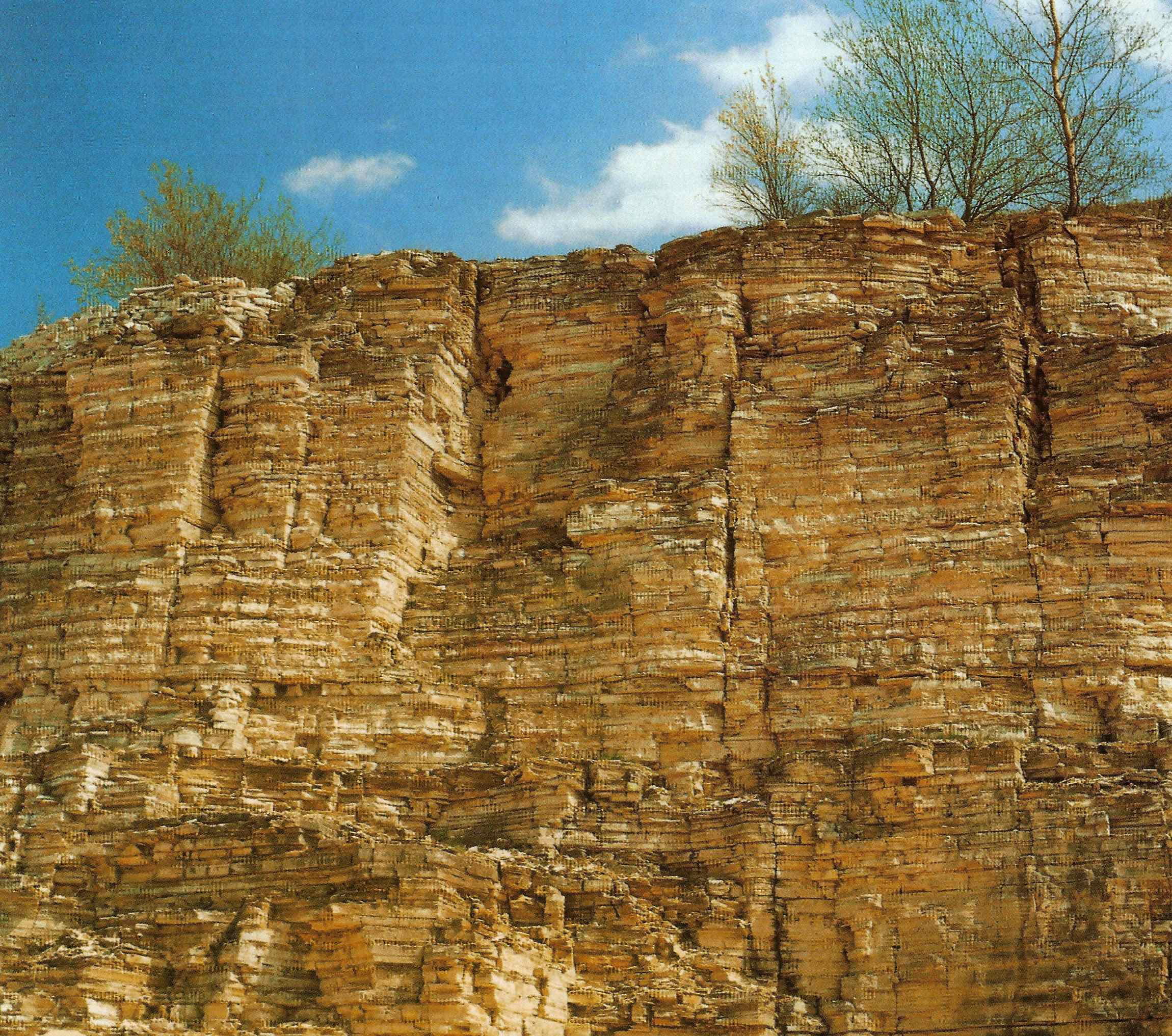
Карьер Solnhofen. Альтмюльталь

Месторождения зольнхофенского мраморовидного плиточного известняка находятся в окрестностях города Зольнхофен в Средней Франконии в регионе, известном также месторождениями широко известного вида мраморизованного известняка «юрский мрамор». Зольнхофенский известняк образовался в позднеюрской эпохе около 150 миллионов лет назад в виде слоистых осадочных пород в периодически затопляемых свежей морской водой лагунах. Содержание соли в этих лагунах было существенно выше обычного, что сохраняло остатки животных и растений той эпохи, предохраняя их от разложения. Они остались, таким образом, в окаменелостях в деталях.
Зольнхофенский мрамор — тонкослоистая, твёрдая и прочная порода с толщиной слоёв 7—12 мм, 13—19 мм, 20—25 мм, максимально до 270 мм.

## Технические характеристики
Зольнхофенский известняк — осадочная горная порода хемогенного, может быть, частично органического происхождения, состоящая более чем на 98 % из CaCO3 (карбоната кальция) в форме кальцита. Этот, видимо, самый твёрдый вид известняка в мировой геологии представляет собой очень плотный камень кремового до жёлтого цветов. На поверхностях его слоёв часто можно обнаружить дендриты — ветвящееся и расходящееся в стороны кристаллические образования оксидов железа или марганца.

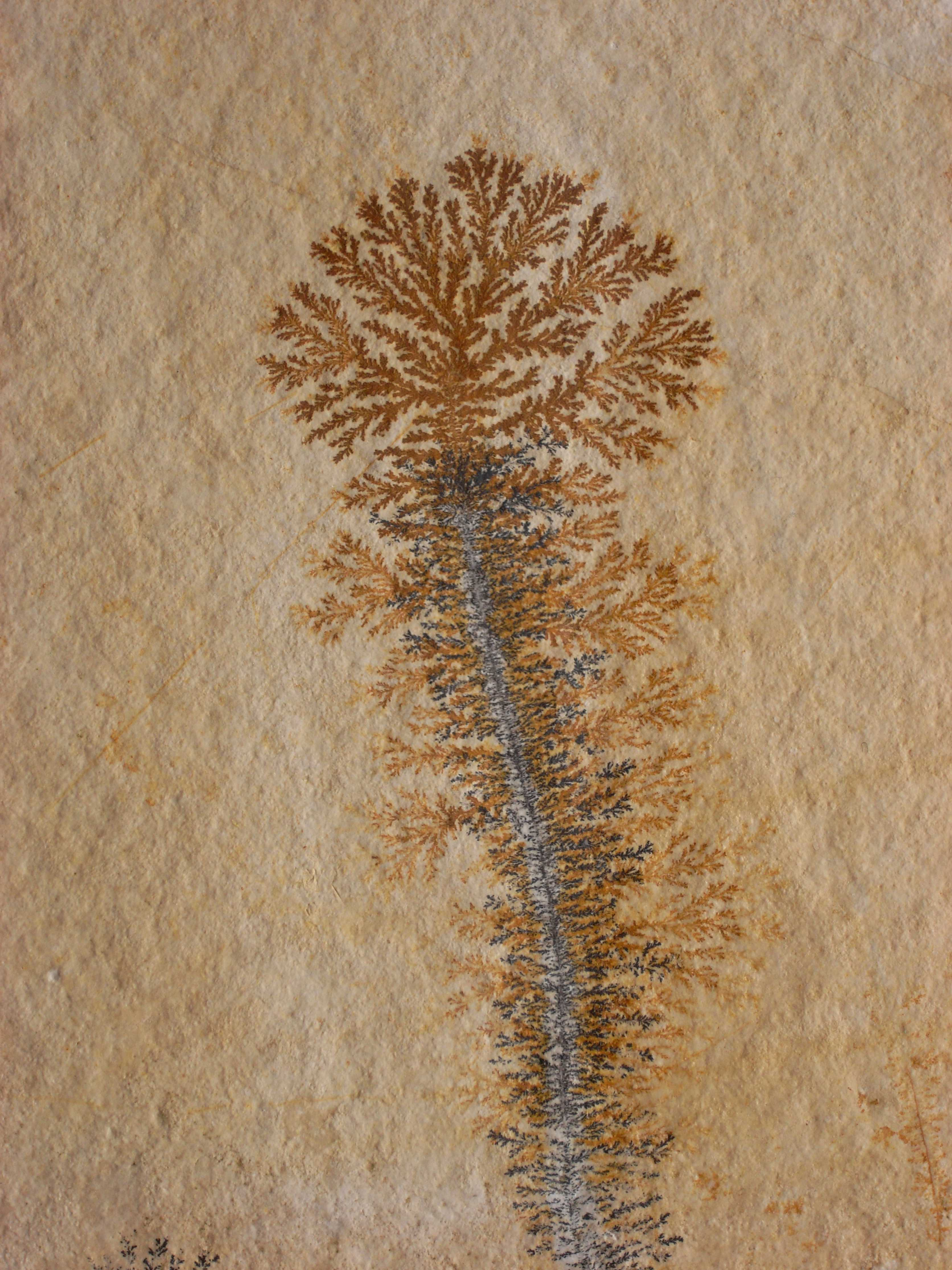
Характерный дендрит окиси железа

Петрографическое описание: исключительно плотный известняк, гомогенный микрит.
| Параметр                    | Значение параметра | Единица измерения |
| --------------------------- | ------------------ | ----------------- |
| Плотность                   | 2,7                | г/см³             |
| Прочность на сжатие         | 215                | N/мм²             |
| Прочность на изгиб          | 28,6               | N/мм²             |
| Водопоглощение              | 1,4                | по массе %        |
| Истираемость                | 14,8               | см³/50 м²         |
| Линейный коэффиц. удлинения | 5,91⋅10−6          | К−1               |

## Добыча
Зольнхофенский мраморизованный плиточный известняк добывается в каменоломнях. В связи со тонкослоистой структурой этой породы применение машин и механизмов при её разработке не представляется возможным, и по этой причине способ её добычи остаётся в течение столетий неизменным. Рабочие вручную вырубают в каменоломне камень и получают таким образом слоистый пакет. Слои разделяются также вручную на плитки, которые транспортируются на фабрику, где они обрабатываются уже в соответствии с обычными технологиями или отправляются в торговую сеть как «полигональный материал» для мозаичных укладок.

## Применение

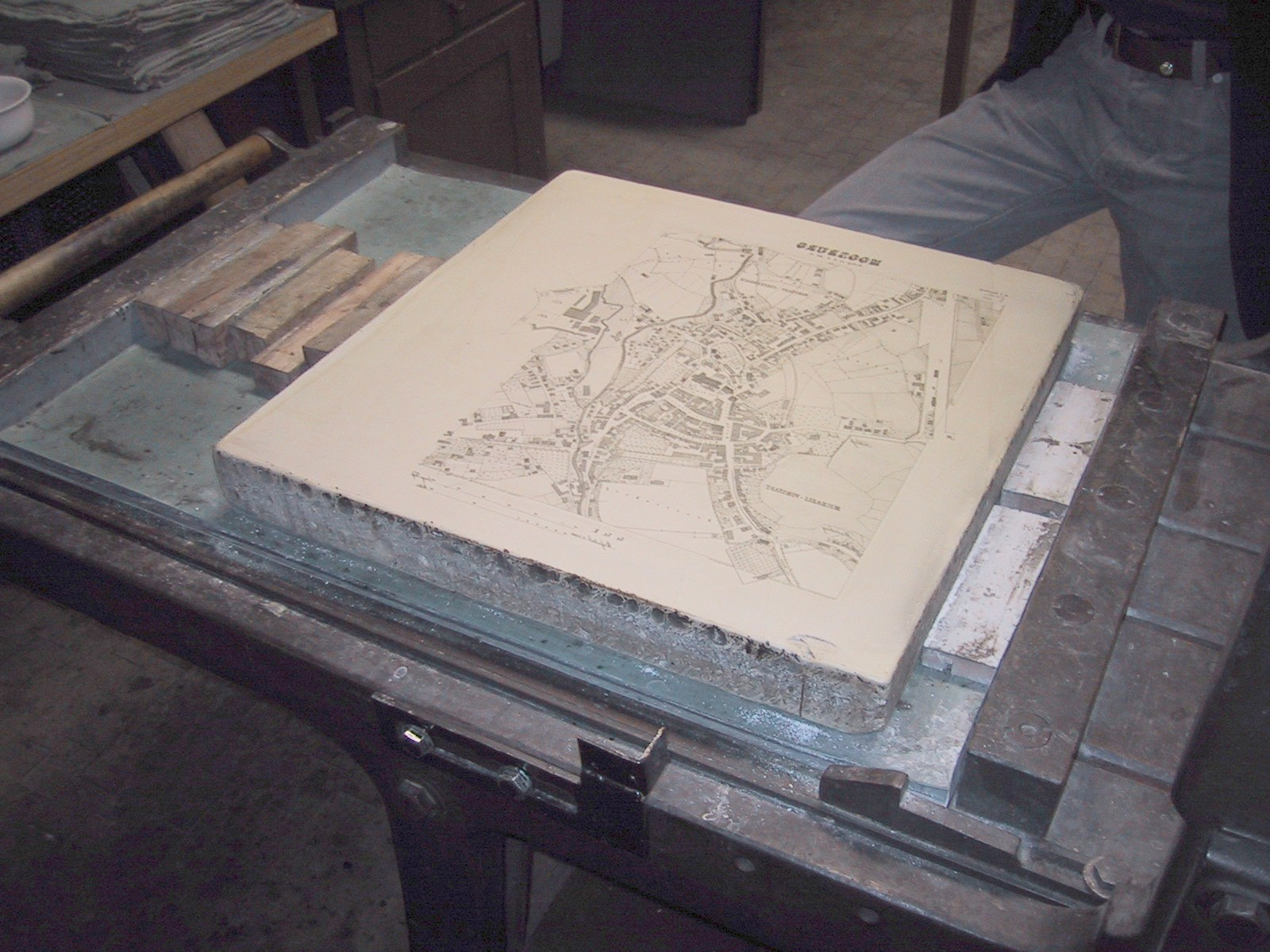
Литография на плите зольнхофенского известняка

Большая часть зольнхофенского плиточного известняка используется во всём мире уже в течение столетий как материал для внутренней отделки помещений в качестве напольного и лестничного покрытий и облицовки стен. Этот материал применялся также для сооружения исторических памятников и мемориальных досок.
В регионе добычи зольнхофенского известняка известны, как достопримечательности, дома, полностью изготовленные из этого материала, где, в зависимости от толщины плиток, они применялись для кладки стен, напольного покрытия и кровли.
Промышленная добыча зольнхофенского мрамора существует уже многие сотни лет. Подборку фотографий, показывающих цикл от добычи зольнхофенского плиточного известняка до его применения в интерьерах, построенного на материалах старейшей зольнхофенской компании J.Stiegler KG, отметившей в 2011 году своё 250-летие, можно посмотреть здесь.
Отличающийся мелкозернистостью и практически идеально ровной поверхностью зольнхофенский плиточный известняк получил большую известность в связи с его применением до середины XX века в литографии (печати рисунков, географических карт).
Благодаря своей природной практически без изъянов ровной поверхности плитки из зольнхофенского известняка используются в качестве покрытия часто без их дополнительной механической обработки и, даже, без калибровки. Распространены также подшлифованные поверхности, сохраняющие натуральную структуру и рисунок камня.
В XVI и XVII столетиях зольнхофенский камень был излюбленным материалом скульпторов для изготовления рельефов.
Небольшое собрание рельефов того времени можно увидеть по ссылке.

Примеры интерьеров с применением плиток из зольнхофенского мрамора.
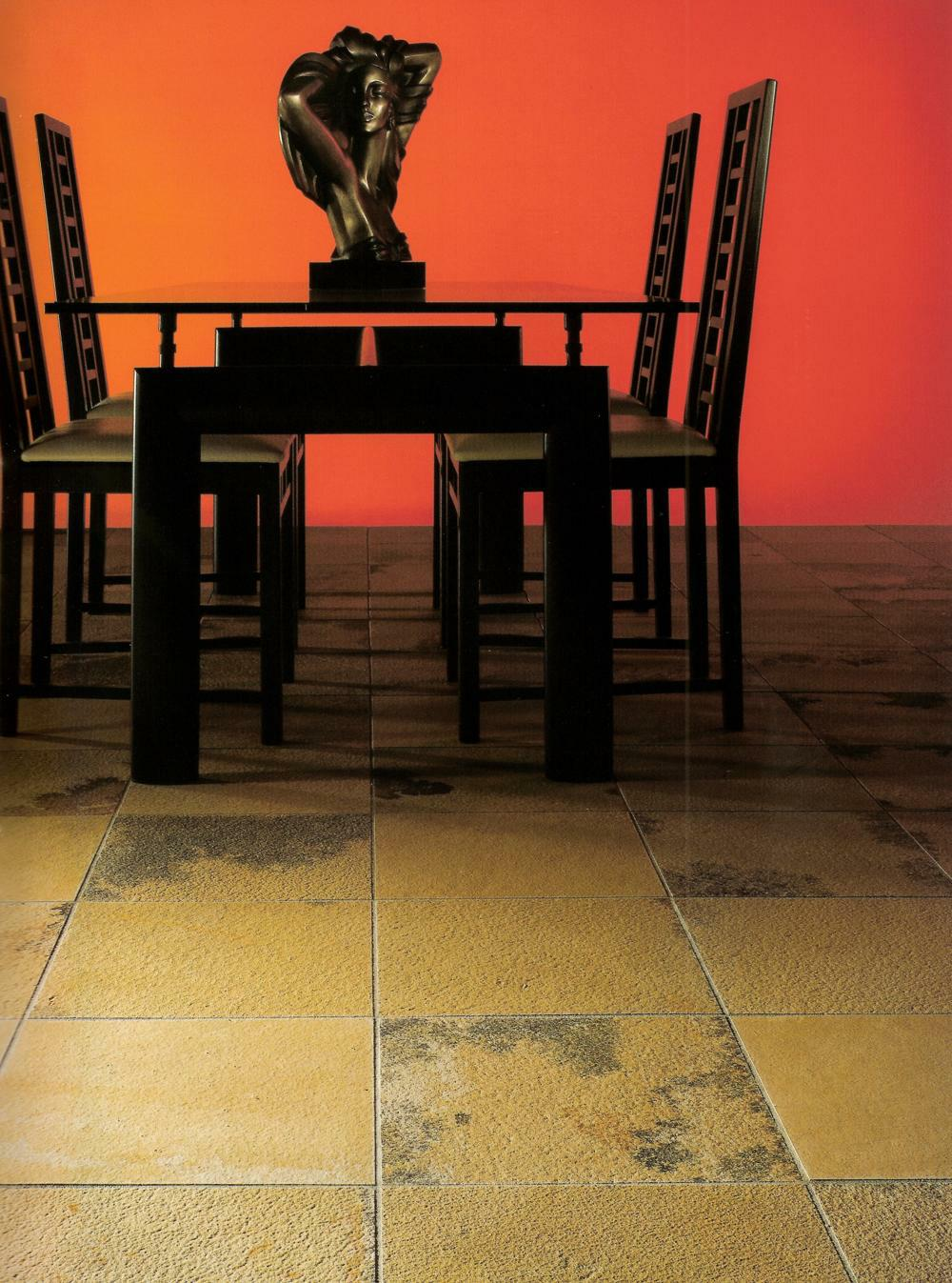
Натуральная поверхность
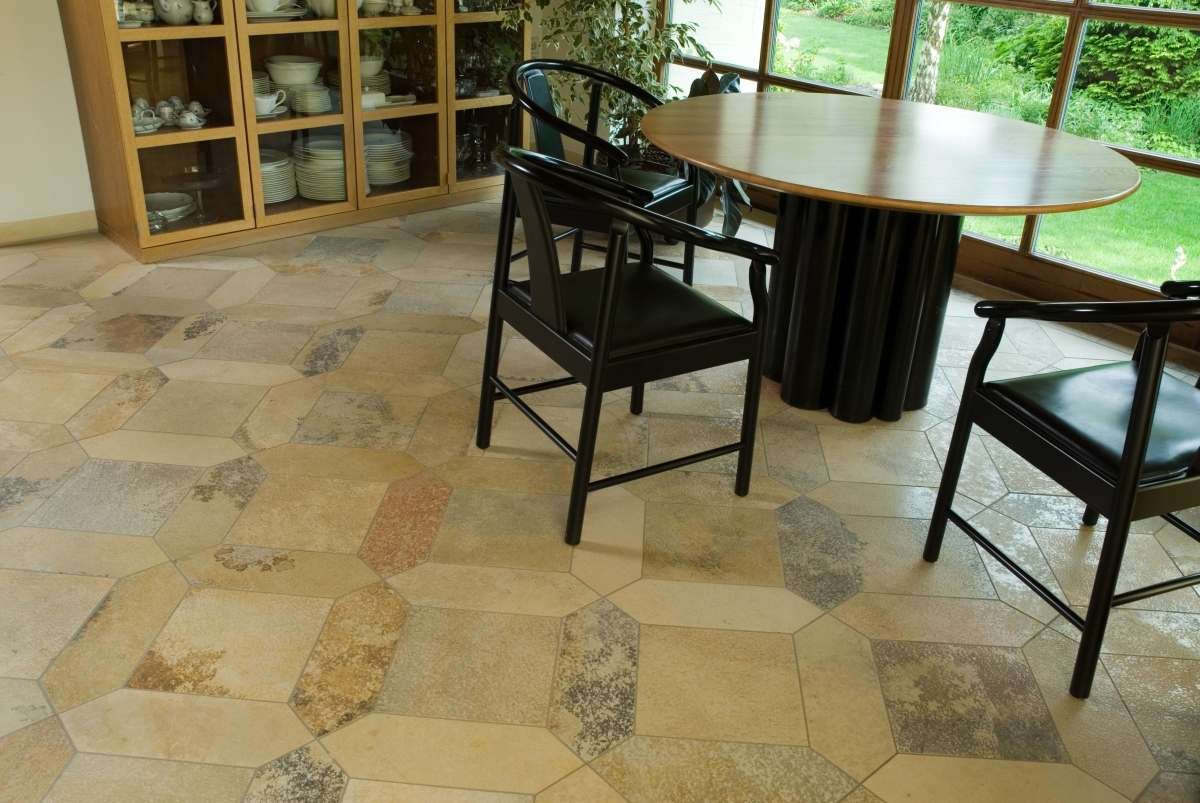
Подшлифованная поверхность
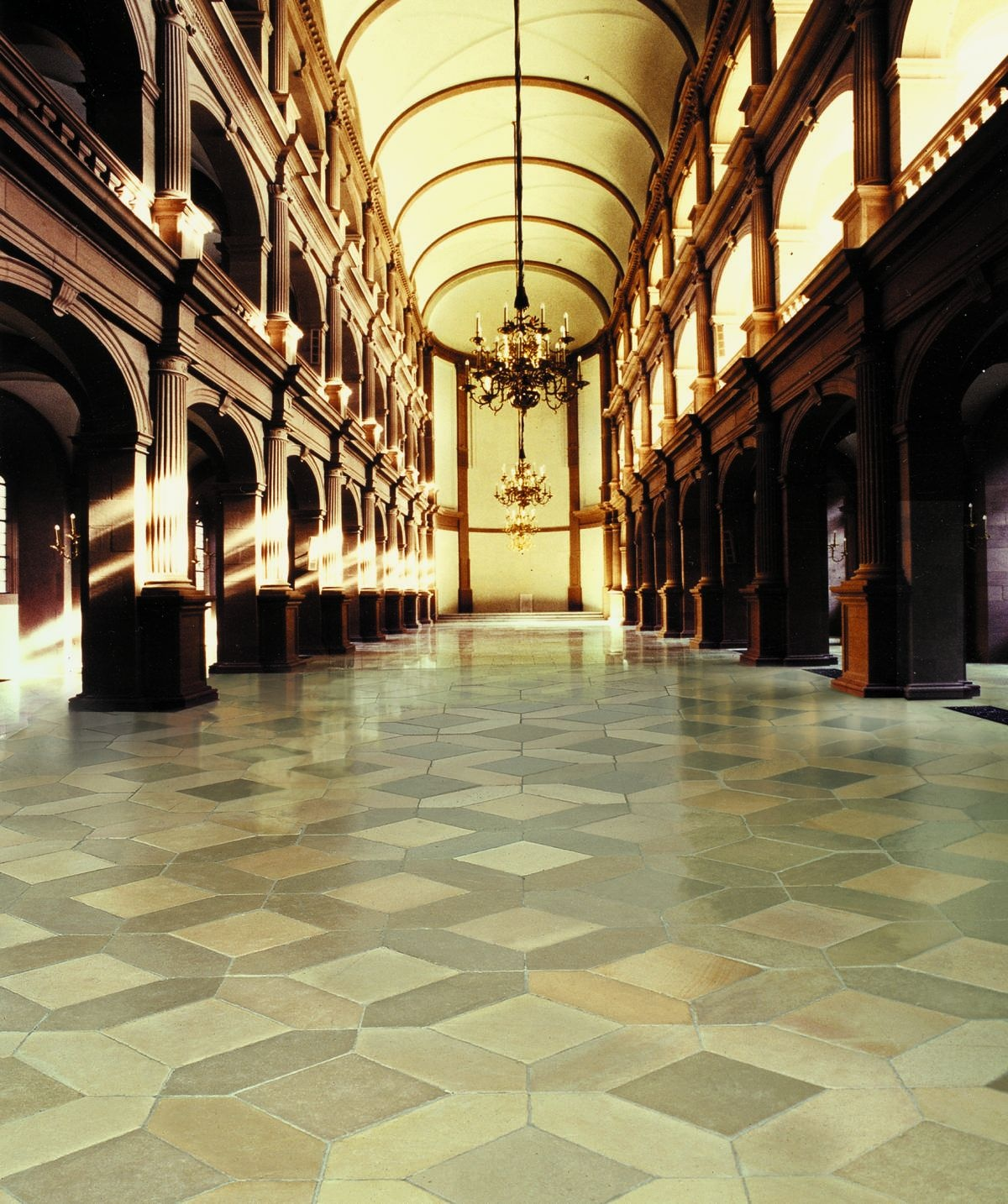
Шлифованная плитка. Укладка Rosenspitz
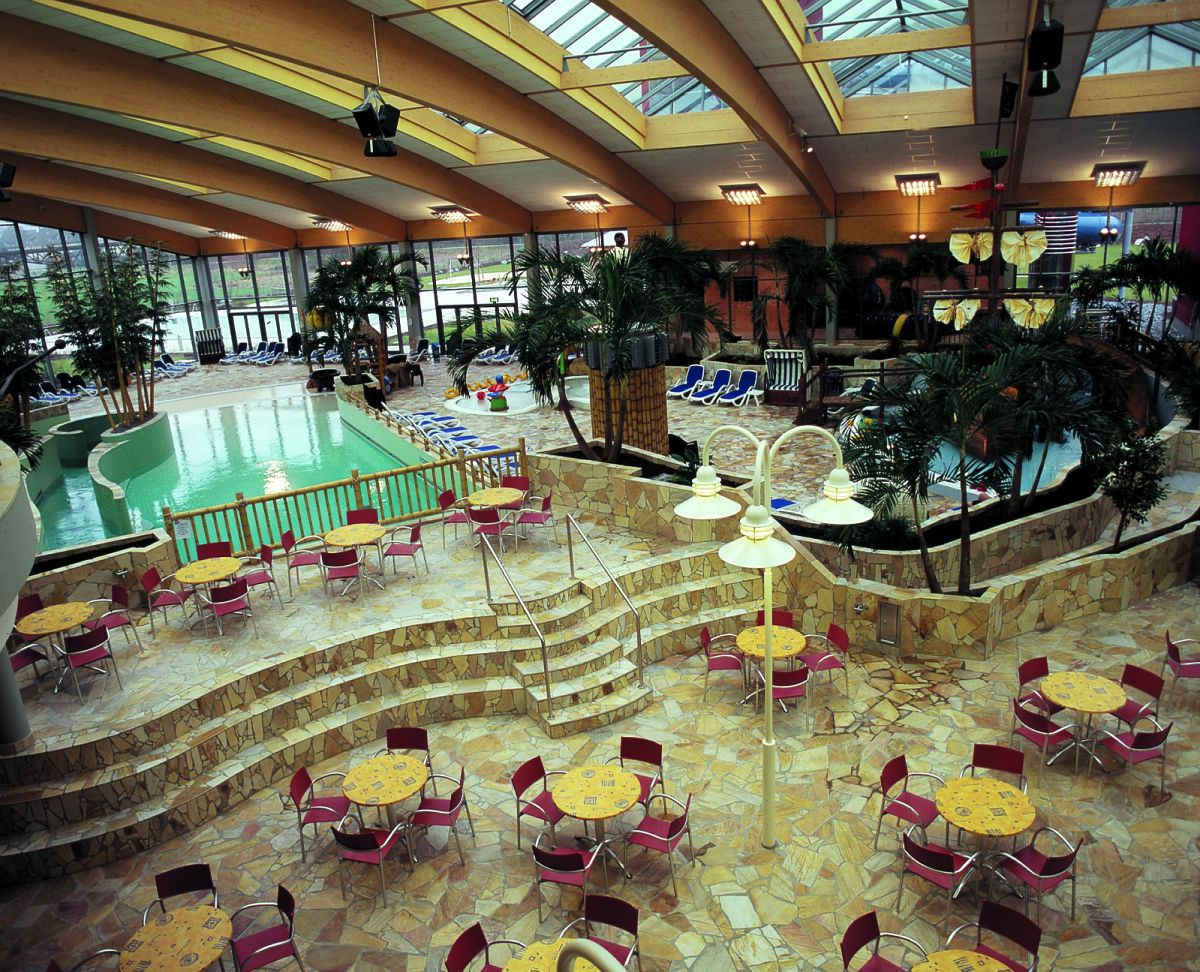
Полигональная плитка. Мозаика.

## Окаменелости
Зольнхофенские плиточные известняки считаются одними из самых значительных в мире мест находок окаменелостей. Здесь были найдены все 10 до сих пор известных экземпляров археоптерикса — оперённого динозавра, близкого к предкам птиц. Эти ископаемые, а также другие, среди которых известны также ископаемые остатки птерозавра орнитохейруса, особенно в связи с часто сохранявшимися окаменевшими деталями, такими как мягкие части организмов, части растений, крылья стрекоз, перья и т. д. принесли зольнхофенскому региону международную известность. Наиболее значительные музеи по этой теме находятся в Айхштетте (Юрский музей) и Зольнхофене, а также в музее минералогии и геологии в Дрездене.
|  |  |  |